# St. Antoniusgilde

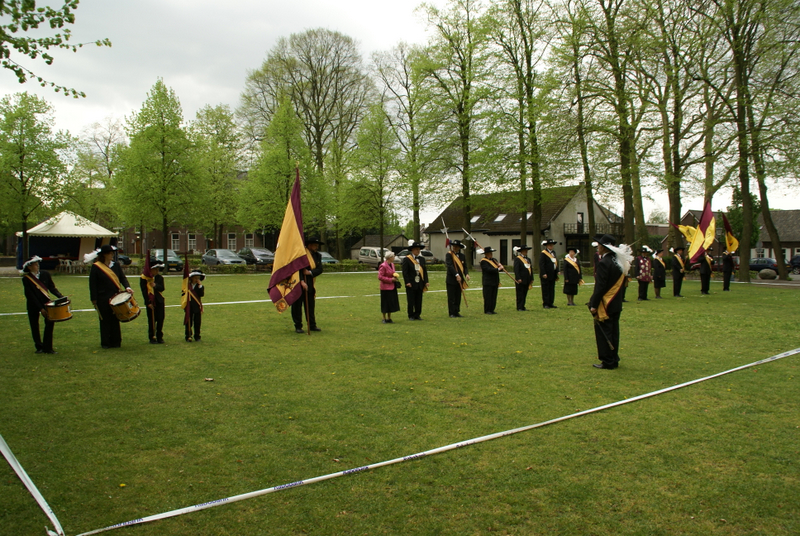
Het St. Antoniusgilde op de Brink te Sint Anthonis.

Het St. Antoniusgilde is een schuttersgilde in het Nederlandse dorp Sint Anthonis. De officiële naam van het gilde luidt: Gilde van het Heilig Sacrament des Altaars en Sint Antonius Abt.
Het St. Antoniusgilde stelt zich ten doel, in verbondenheid met de Rooms-Katholieke Kerk en geïnspireerd door een christelijke geest, het gilde in stand te houden en in aanzien te doen toenemen, de gildegeest en de gildetradities in hun volle omgang en het gildewezen in de breedste zin te veredelen, te ontwikkelen en tot bloei te brengen. Het gilde staat ten dienste van de parochie en van de dorpsgemeenschap en wil daarmee een bijdrage leveren aan de sociale samenhang van het dorp. Het St. Antoniusgilde telt momenteel 37 leden, waarvan 6 gildezusters en 4 jeugdleden.

## Geschiedenis
St. Anthonis vormde vanaf omtrent 1400 met Boxmeer eeuwenlang de vrije heerlijkheid Boxmeer. Rond 1570 waren het woelige tijden; de eerder protestant geworden graaf Willem van den Bergh werd in die tijd weer katholiek. Vermoedelijk is hierdoor in 1576 het gilde opgericht als een kerkelijke broederschap ter bescherming van huis en haard tegen "allerlei gespuis".
Toch ging het gilde door veel krijgsrumoer en onrust in de jaren 1580 – 1600 weer te gronde. In 1606 werd besloten tot heroprichting en kreeg het gilde een stuk land op de Peelkant ter oprichting van een boom voor het afschieten van de papegaai. Naast de kerkelijke verbondenheid werd steeds meer aan gezelligheid gedaan. Hoogtepunten waren de viering van de patroonsdag en het koningschieten. In 1683 werd een nieuw reglement opgesteld. Deze unieke "gildebrief" is nog steeds in bewaring bij het gemeentebestuur van Sint Anthonis.
In de 18de eeuw ging het voorspoedig met het gilde. Men schoot geregeld op de vogel en zat goed bij kas. In de 19de eeuw raakte het gilde in de verval. Men verkocht vele oude koningsplaten om aan geld te komen. Omtrent 1865 kwam het gilde opnieuw tot bloei. Jubilea, onder meer van paus Pius IX, werden door optochten en met veel eerbetoon gevierd. Bij gildedagen werden veel prijzen behaald.
In juni 1926 werd voor het laatst een grootse gildedag georganiseerd. Nadien viel het gilde in slaap. Pogingen tot heroprichting faalden bij de middeleeuwse dagen van Scholengemeenschap Stevensbeek en het feest van "500 jaar parochie Sint Anthonis" in 1977.

## Heroprichting
Op initiatief van burgemeester Jos Verbeeten is het gilde nieuw leven ingeblazen. Het initiatief werd door velen enthousiast begroet en al snel bleek dat het gilde er zou komen. Het slapende St. Antoniusgilde is vervolgens op donderdagavond 2 november 2006 heropgericht. Besloten werd om als wapen de kruisboog te kiezen; de leden van het St. Antoniusgilde beoefenen met de kruisboog zowel het traditionele wipschieten alsook het vlakschieten op een 10-meterbaan.

## De Koning
Jaarlijks schiet het gilde op de lommerrijke Brink in St. Anthonis voor de titel van het koningschap. Het koningschieten vindt plaats op de zondag waarop het Sacramentsfeest wordt gevierd, de tweede zondag na Pinksteren. De leden van het gilde schieten met de kruisboog op een gipsen vogel; wie het laatste stuk van de vogel naar beneden schiet, wordt uitgeroepen tot koning of koningin van het gilde. De koning is de meest vooraanstaande figuur, het boegbeeld van het gilde naar buiten toe. Sinds de heroprichting hebben de volgende leden de koningstitel gedragen: 
- 2007: Harrie van Erp
- 2008: Louis van der Zanden
- 2009: Hetty Arts (eerste koningin in de geschiedenis van het gilde)
- 2010: Marcel van Erp
- 2011: Maria van Erp
- 2012: Gerrit Aben
- 2013: Jan van Tilborg
- 2014: Wiel Peeters
- 2015: Maria van Erp
- 2016: Marcel Hermens
- 2017: Maria van Erp
- 2018: Gerrit Wientjes
- 2019: Henk Derks
- 2020: geen koningschieten ivm corona
- 2021: Sjaak Peeters
- 2022: Maria van Erp
- 2023: Gerrit Wientjes